# 瓜伊凱普羅市 (委內瑞拉)

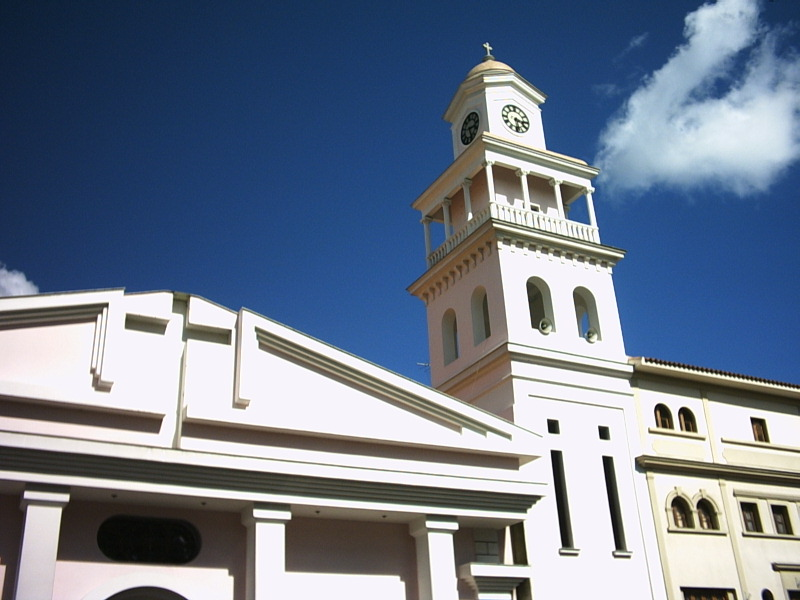

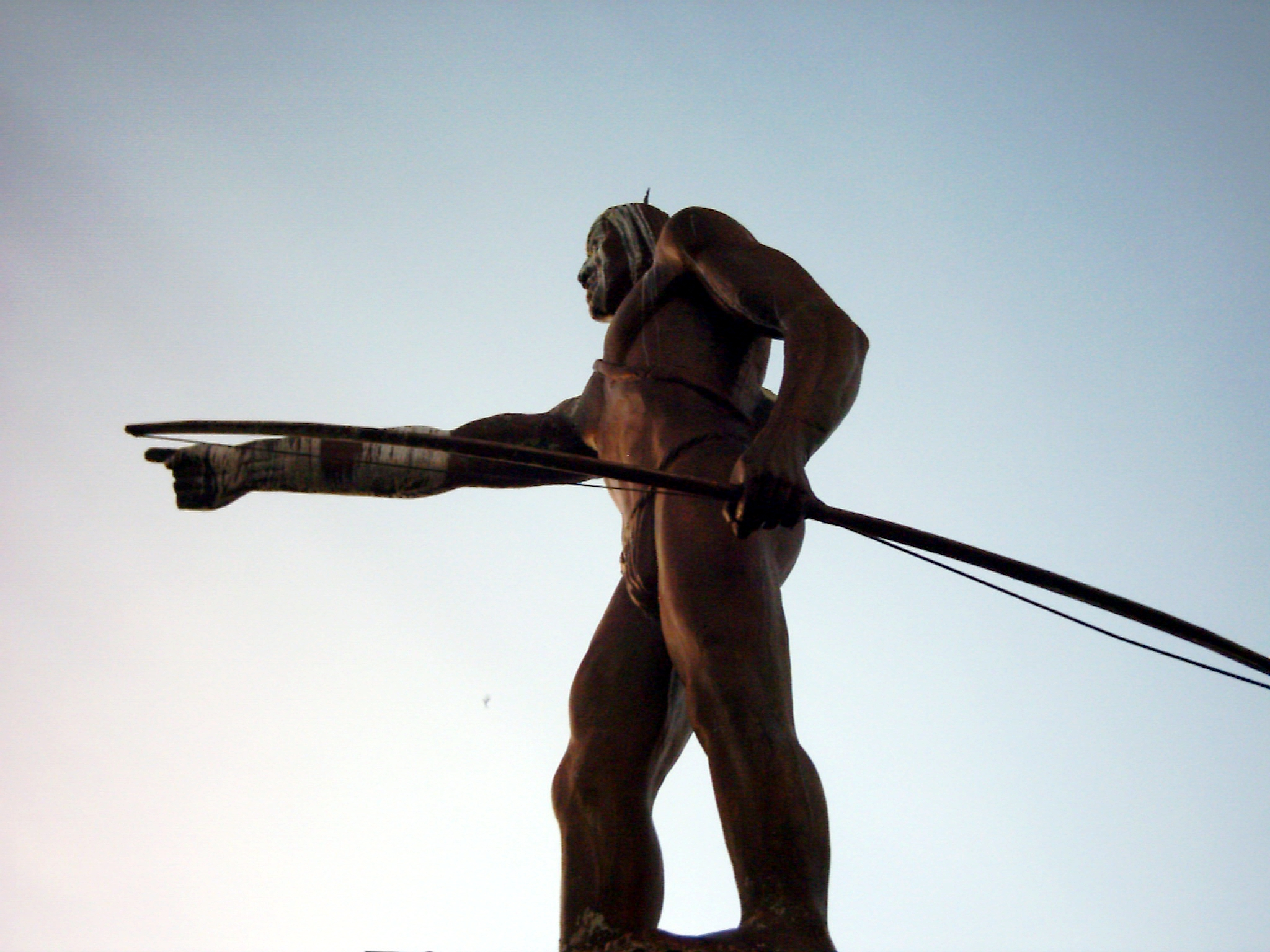

瓜伊凱普羅市（西班牙語：Municipio Guaicaipuro），是委內瑞拉的一個市，位於該國北部米蘭達州，首府是洛斯特克斯，面積661平方公里，海拔高度2,098米，2011年人口251,466，人口密度每平方公里337人。